# Flash de hélio
O flash de hélio é a fusão fora de controle do hélio no núcleo de uma estrela de baixa massa - inferior a 2,25, e maior que 0,5 massas solares, ou na superfície de uma estrela anã branca em acreção. O flash de hélio também pode ocorrer nas camadas mais externas ao núcleo de estrelas maiores, em flashes da camada de hélio. Um flash de hélio ocorre nessas condições porque o hélio se encontra na forma de matéria degenerada, o que quer dizer que ele é sustentado contra a gravidade pela pressão de degenerescência, e não pela pressão térmica. Assim, um aumento na temperatura do material sendo fundido não provoca uma expansão, o que por sua vez levaria ao resfriamento, e não há regulação da taxa de fusão. O processo termina quando o material é aquecido até o ponto em que a pressão térmica passa a ser novamente dominante, provocando finalmente a expansão e o resfriamento do material.

## Flash de hélio do núcleo
Para as estrelas que possuem menos de 2,25 massas solares, o flash de hélio do núcleo ocorre com a exaustão do hidrogênio no núcleo estelar, quando a pressão térmica não é mais forte o suficiente para evitar o colapso gravitacional. Isso faz com que a estrela comece a se contrair. Durante a contração, o núcleo passa a se aquecer cada vez mais até provocar a expansão das camadas mais externas para fora, dando início ao estágio de gigante vermelha. Na medida em que a estrela se contrai devido à gravidade, ela se torna compacta o bastante a ponto de se tornar matéria degenerada. Essa pressão por degeneração é o suficiente para deter um colapso ainda maior do material do núcleo. Na medida em que o restante do núcleo continua se contraindo e sua temperatura aumenta, atinge-se a temperatura de 108 K, iniciando a fusão e ignição do hélio.
A natureza explosiva do flash de hélio se deve ao fato desse processo ocorrer em matéria degenerada. A pressão por degeneração (que nada mais é do que uma função de densidade) domina a pressão térmica, fazendo com que a pressão total dependa muito pouco da temperatura. Dessa forma, uma vez que a temperatura alcança os 100–200 milhões de kelvin, a fusão nuclear do hélio se inicia através do processo triplo-alfa, e como a matéria degenerada é um bom condutor de temperatura, a temperatura passa a se elevar rapidamente, provocando um aumento ainda maior da taxa de fusão do hélio e expandindo a região em que ela ocorre. No entanto, o volume não aumenta e a pressão não diminui, o que significa que não há nenhuma expansão resfriadora estabilizando o núcleo. Essa reação fora de controle eleva rapidamente os níveis de produção de energia a um nível 100 bilhões de vezes acima do normal (por poucos segundos) até que o aumento da temperatura torne a pressão térmica dominante, eliminando a degeneração. O núcleo pode então se expandir e se resfriar, mantendo a combustão estável do hélio.
Estrelas com massas superiores a 2,25 massas solares iniciam a combustão de hélio sem provocar a degeneração do núcleo, e por isso não exibem o flash de hélio. As estrelas com massas inferiores a 0.5 massas solares possuem núcleos que jamais atingirão a temperatura necessária para gerar a ignição do hélio. O núcleo de hélio degenerado continuará a se contrair até se tornar uma anã branca de hélio.
O flash de hélio não pode ser observado diretamente, na superfície através da radiação eletromagnética. Esse processo ocorre no núcleo, nas profundezas de uma estrela, e o efeito resultante é que toda a energia liberada é absorvida pelo núcleo fazendo com que o material degenerado se torne não-degenerado. Modelos computacionais primitivos indicavam que a perda de massa seria possível em alguns casos, mas modelos posteriores que levavam em consideração a perda energética do neutrino não apontavam para nenhuma perda de massa.

### Flash de hélio em anãs brancas binárias
Quando a acreção do hidrogênio gera uma anã branca de uma estrela companheira binária, o hidrogênio geralmente se funde em hélio, esse hélio pode se acumular formando uma camada próxima à superfície da estrela. Quando a massa do hélio se torna suficientemente grande, um flash de hélio pode ocorrer, em que a fusão fora de controle provoca uma nova.

## Flash da camada de hélio
Os flashes da camada de hélio são eventos de ignição do hélio similares, mas não dependem necessárimente da matéria degenerada. Eles ocorrem periódicamente nas estrelas do ramo gigante assimptótico em uma camada externa ao núcleo. Isso ocorre nos estágios finais da vida de uma estrela, na fase de gigante vermelha. Nesse ponto, a estrela já queimou quase todo o hélio disponível no núcleo, que passa a ser composto por carbono e oxigênio em sua maior parte. O hélio continua a queimar em uma tênue camada que envolve o núcleo. A camada de hélio não é espessa o bastante para elevar o material externo. Como não há nenhuma expansão relacionada à combustão dessa camada, a temperatura passa a se elevar rapidamente. Isso gera um pulso termal, liberando rapidamente a energia acumulada permitindo que reações via processo R ocorram. Esses pulsos podem durar algumas centenas de anos, e especula-se que ocorram periódicamente em ciclos de 10,000 a 100,000 anos.
Pulsos térmicos podem fazer a estrela expelir suas camadas circum-estelares de gás e poeira.